# Craig Innes
Pour les articles homonymes, voir Innes.
Pas d'image ? Cliquez ici

a Compétitions nationales et continentales officielles uniquement.

b Matchs officiels uniquement.
Dernière mise à jour le 29 janvier 2024.
Craig Innes, né le 10 septembre 1969 à New Plymouth, est un joueur de rugby à XV et de rugby à XIII néo-zélandais qui a joué avec les All-Blacks au poste de centre (1,81 m et 82 kg). 

## Carrière
Il a appris à jouer au rugby au Sacred Heart College.

### Club et Province
- Province d'Auckland
- Auckland Blues

Il a joué au rugby à XIII entre 1993 et 1998 d'abord pour le club anglais de Leeds, puis a terminé sa carrière comme joueur de rugby à XV. Il joué dans le Super 12 jusqu’en 2001 avec les Blues.

### Équipe nationale
Il a disputé son premier test match le 4 novembre 1989 contre l'équipe du pays de Galles, et le dernier contre l'équipe d'Écosse, le 30 octobre 1991.
Il a disputé six matches de la Coupe du monde de rugby 1991.

## Palmarès
- Troisième de la Coupe du monde en 1991

## Statistiques

### En équipe nationale
De 1989 à 1991, Craig Innes compte 17 sélections avec les All-Blacks, inscrivant 24 points. Avec les Kiwis, il dispute une Coupe du monde en 1991.